# 卡路士·羅亞
卡路士·安祖爾·羅亞（Carlos Ángel Roa，1969年8月15日 - )，為一名已退役的阿根廷足球守門員。足球生涯中曾效力競賽會、拉努斯及馬略卡等球會。
他是阿根廷國家隊於1998年世界盃的正選門將。在首三場分組賽保持清白之身後，羅亞於十六強對英格蘭互射十二碼時先後撲出恩斯和柏堤的射球，助球隊晉身半準決賽。

## 榮譽
競賽會
- 南美超級球會盃 冠軍: 1988

拉努斯
- 南美足協盃 冠軍: 1996

馬略卡
- 西班牙國王盃 亞軍: 1997-98
- 西班牙超級盃 冠軍: 1998
- 歐洲盃賽冠軍盃 亞軍: 1998-99

個人
- 萨莫拉奖: 1997-98